# Inre Gäddträsket
Inre Gäddträsket är en sjö i Lycksele kommun i Lappland och ingår i Umeälvens huvudavrinningsområde. Sjön har en area på 0,618 kvadratkilometer och ligger 260 meter över havet.

## Delavrinningsområde
Inre Gäddträsket ingår i det delavrinningsområde (714798-164541) som SMHI kallar för Utloppet av Gäddträsket. Medelhöjden är 311 meter över havet och ytan är 23,47 kvadratkilometer. Det finns inga avrinningsområden uppströms utan avrinningsområdet är högsta punkten. Sjön avrinner mot söder genom en kort bäck till Gäddträsket, som avvattnas av Gäddbäcken som i sin tur mynnar i Byssjan. Byssjan har biflödesordning 2, vilket innebär att vattnet flödar genom totalt 2 vattendrag innan det når havet efter 133 kilometer. Avrinningsområdet består mestadels av skog (87 procent). Avrinningsområdet har 1,78 kvadratkilometer vattenytor vilket ger det en sjöprocent på 7,6 procent.